# Mistrzostwa Europy w Lekkoatletyce 1978 – bieg na 800 m kobiet
Bieg na dystansie 800 metrów kobiet był jedną z konkurencji rozgrywanych podczas XII mistrzostw Europy w Pradze. Biegi eliminacyjne zostały rozegrane 29 sierpnia, biegi półfinałowe 30 sierpnia, a bieg finałowy 31 sierpnia 1978 roku. Wszystkie medale w tej konkurencji przypadły reprezentantkom Związku Radzieckiego, a zwyciężczynią została Tatjana Prowidochina. W rywalizacji wzięły udział dwadzieścia dwie zawodniczki z dwunastu reprezentacji.

## Rekordy
| Rekord świata     | Tatjana Kazankina (SUN) | 1:54,94 | Montreal, Kanada | 26.07.1976 |
| Rekord Europy     | Tatjana Kazankina (SUN) | 1:54,94 | Montreal, Kanada | 26.07.1976 |
| Rekord mistrzostw | Lilana Tomowa (BGR)     | 1:58,14 | Rzym, Włochy     | 04.09.1974 |

## Wyniki

### Eliminacje
Rozegrano trzy biegi eliminacyjne. Do półfinałów awansowało po pięć najlepszych zawodniczek każdego biegu eliminacyjnego (Q), a także jedna spośród pozostałych z najlepszym czasem (q).
Bieg 1
| Miejsce | Zawodniczka           | Czas    | Uwagi |
| ------- | --------------------- | ------- | ----- |
| 1       | Tatjana Prowidochina  | 1:59,96 | Q     |
| 2       | Fița Lovin            | 2:00,0  | Q     |
| 3       | Ulrike Bruns          | 2:00,38 | Q     |
| 4       | Gabriella Dorio       | 2:00,4  | Q     |
| 5       | Anne-Marie Van Nuffel | 2:01,3  | Q     |
| 6       | Jane Colebrook        | 2:03,0  | q     |
| 7       | Maria Ritter          | 2:09,0  |       |

Bieg 2
| Miejsce | Zawodniczka         | Czas    | Uwagi |
| ------- | ------------------- | ------- | ----- |
| 1       | Hildegard Ullrich   | 2:01,39 | Q     |
| 2       | Zoja Rigel          | 2:01,6  | Q     |
| 3       | Totka Petrowa       | 2:01,8  | Q     |
| 4       | Irén Lipcsei        | 2:02,3  | Q     |
| 5       | Elena Tărîță        | 2:02,9  | Q     |
| 6       | Janet Prictoe       | 2:03,7  |       |
| 7       | Elly van Hulst      | 2:03,9  |       |
| 8       | Jindřiška Kubečková | 2:04,0  |       |

Bieg 3
| Miejsce | Zawodniczka          | Czas    | Uwagi |
| ------- | -------------------- | ------- | ----- |
| 1       | Nadieżda Muszta      | 2:01,67 | Q     |
| 2       | Anita Weiß           | 2:01,8  | Q     |
| 3       | Jozefína Čerchlanová | 2:02,0  | Q     |
| 4       | Liz Barnes           | 2:02,1  | Q     |
| 5       | Mariana Suman        | 2:02,2  | Q     |
| 6       | Marie-Rose Verhoeven | 2:04,5  |       |
| 7       | Fernande Schmitt     | 2:04,7  |       |

### Półfinały
Rozegrano dwa półfinały. Do finału awansowały po cztery najlepsze zawodniczki każdego biegu półfinałowego (Q).
Półfinał 1
| Miejsce | Zawodniczka           | Czas   | Uwagi |
| ------- | --------------------- | ------ | ----- |
| 1       | Anita Weiß            | 1:58,8 | Q     |
| 2       | Nadieżda Muszta       | 1:58,8 | Q     |
| 3       | Fița Lovin            | 1:58,8 | Q     |
| 4       | Zoja Rigel            | 1:58,9 | Q     |
| 5       | Gabriella Dorio       | 2:00,5 |       |
| 6       | Elena Tărîță          | 2:01,7 |       |
| 7       | Anne-Marie Van Nuffel | 2:06,2 |       |
| 8       | Irén Lipcsei          | 2:06,8 |       |

Półfinał 2
| Miejsce | Zawodniczka          | Czas    | Uwagi |
| ------- | -------------------- | ------- | ----- |
| 1       | Tatjana Prowidochina | 2:00,06 | Q     |
| 2       | Totka Petrowa        | 2:00,2  | Q     |
| 3       | Ulrike Bruns         | 2:00,3  | Q     |
| 4       | Hildegard Ullrich    | 2:00,6  | Q     |
| 5       | Mariana Suman        | 2:01,62 |       |
| 6       | Liz Barnes           | 2:01,67 |       |
| 7       | Jane Colebrook       | 2:02,9  |       |
| 8       | Jozefína Čerchlanová | 2:07,0  |       |

### Finał
| Miejsce | Zawodniczka          | Czas    | Uwagi |
| ------- | -------------------- | ------- | ----- |
| 1       | Tatjana Prowidochina | 1:55,80 | CR    |
| 2       | Nadieżda Muszta      | 1:55,82 |       |
| 3       | Zoja Rigel           | 1:56,57 |       |
| 4       | Totka Petrowa        | 1:56,69 |       |
| 5       | Hildegard Ullrich    | 1:57,45 | EJR   |
| 6       | Anita Weiß           | 1:57,71 |       |
| 7       | Ulrike Bruns         | 1:58,62 |       |
| 8       | Fița Lovin           | 1:58,82 |       |